# Fredrik Frisendahl
Fredrik Alfred Frisendahl född 5 juli 1891 i Ådalsliden, Västernorrlands län, död 26 oktober 1984 kyrkobokförd i Vallentuna församling, Stockholms län, bostadsadress i Vaxholm, var en svensk skulptör, målare och glasgravör. 
Fredrik Frisendahl är bror till skulptörerna Carl Frisendahl och Halvar Frisendahl samt farbror till grafikern och tecknaren Cecilia Frisendahl. Han verkade som dekorativ bildhuggare i Stockholm mellan 1912 och 1920, därefter fick han sin utbildning vid Académie Colarossi i Paris. Åren 1921–1922 fortsatte han sina studier i Florens och Rom. År 1922 debuterade han med Sittande flicka på Liljevalchs konsthalls vårsalong. Han hade utställningar i Stockholm (1932), Enköping (1944), Linköping och Göteborg (1945) och Sollefteå (1952).
Fredrik Frisendahls största verk är skulpturgruppen Timmerflottare (1940). Gruppen står på en hög pelare mitt i Ångermanälvens tidigare fors i Sollefteå. Kostnaderna för denna skulptur täcktes genom en insamling i bygden. Verket har blivit symbol för Sollefteå till minne av timmerflottning i Ångermanälven. Andra arbeten som visar arbetsbilder är Tegelbärare (1919), Timmerhuggare med yxa (1935) och  en minnestavla som påminner om Stockholms stora skeppsvarv. Tavlan visar två varvsarbetare från olika sekel i arbete och är uppsatt 1919 på en bergvägg vid Tegelviken där varvet en gång låg. 
Bland Fredrik Frisendahls arbeten märks ett 50-tal personporträtt och medaljonger. Han har även modellerat en lång rad djurbilder. Som förlaga tjänade egna skisser som han upprättade på platsen i naturen. Han var själv jägare. Djurmotiven finns även i hans glasgravyrer.
Han finns representerad i Västerås konstmuseum, Östersunds museum och Härnösands museum. Han var medlem av Konstnärernas riksorganisation och Svenska konstnärernas förening.

## Fotogalleri

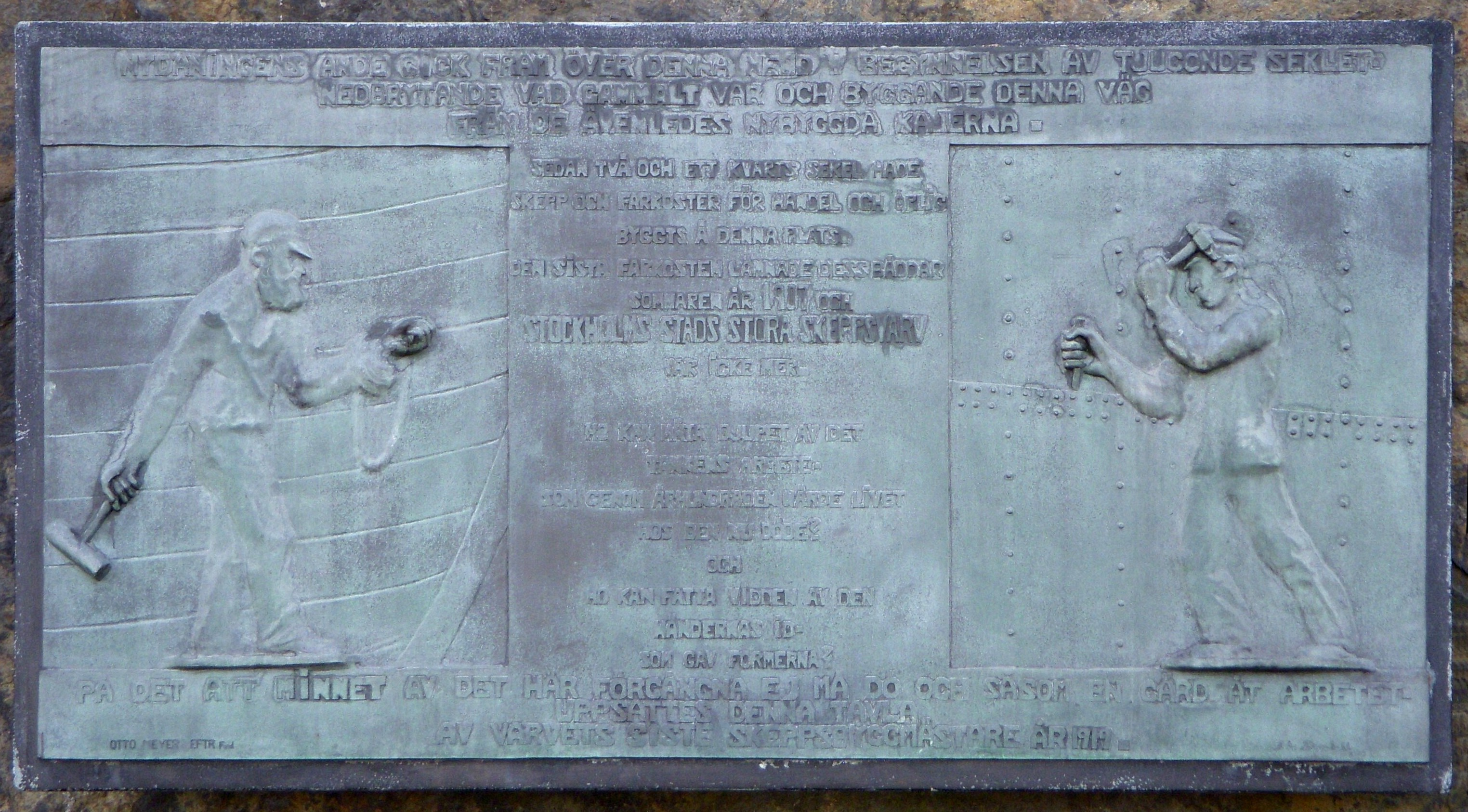
Minnestavla för Stockholms stora skeppsvarv 1919
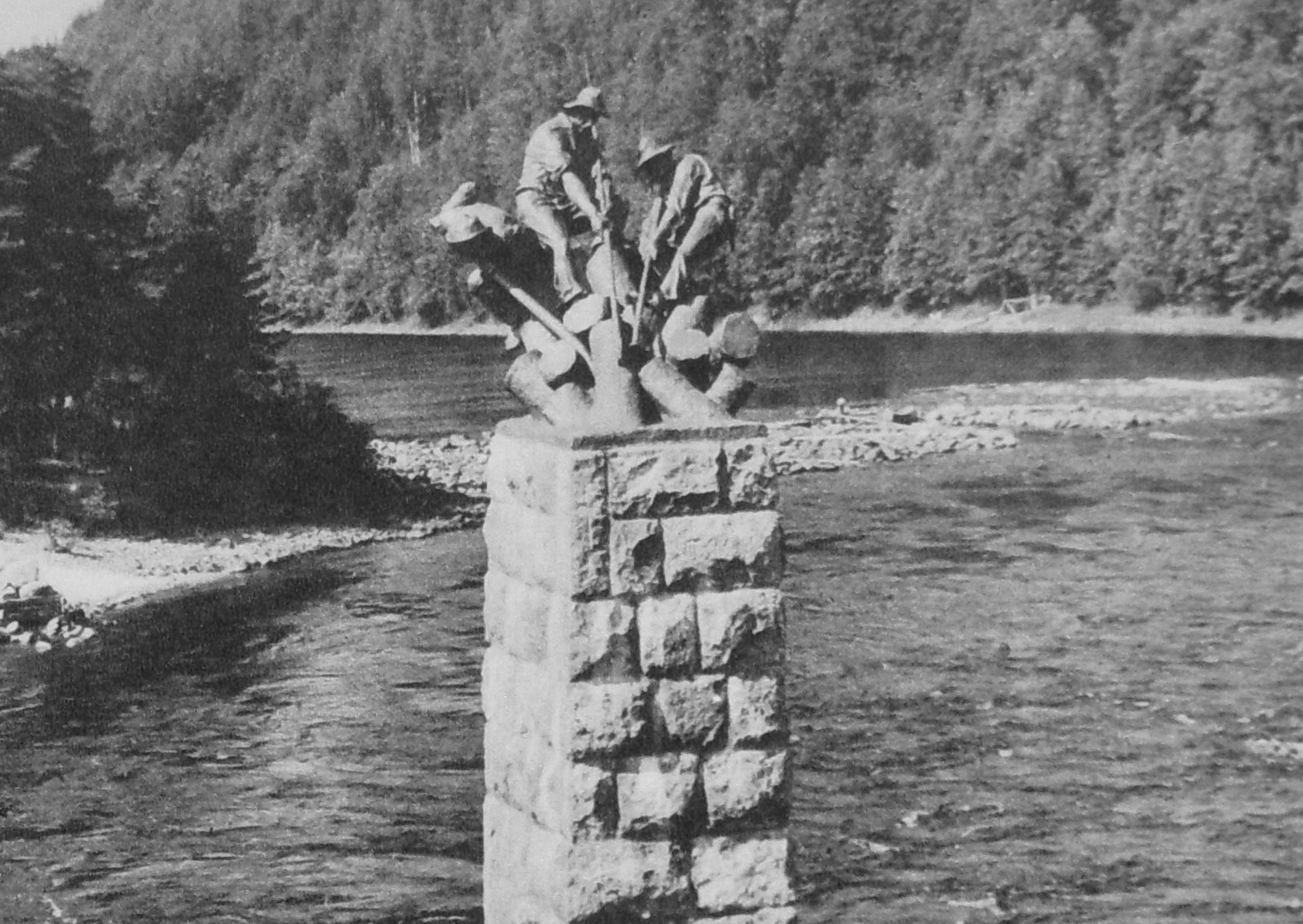
"Timmerflottare"[3], Sollefteå 1940